# Агазаде, Голамреза
Голамреза Агазаде (слу́шайтео файле)(перс. غلامرضا آقازاده‎; род. 15 марта 1949, Хой) — иранский государственный деятель, бывший вице-президент по атомной энергетике и президент Организации по атомной энергии Ирана, член Совета целесообразности.

## Биография
Голамреза Агазаде родился 15 марта 1949 год в Хое (провинция Западный Азербайджан). В 1950 году переехал в Тегеран, где поступил в Тегеранский университет, получив по окончании учёбы степень бакалавра математики и компьютерных технологий.
После Исламской революции 1979 года Голамреза Агазаде занимает должности директора ежедневной газеты «Исламская республика», заместителя министра иностранных дел по администрированию и финансовым вопросам, министра без портфеля по исполнительным делам, министра нефти.
В течение 12 лет Голамреза Агазаде работал на посту министра нефти Ирана, занимающего третье место в мире по экспорту нефти. В 1997 Агазаде сменил Резу Амроллахи на посту президента Организации по атомной энергии Ирана. В августе 2005 года его полномочия как главы атомного ведомства были подтверждены новым президентом Ирана Махмудом Ахмадинежадом.
16 июля 2009 года полуофициальное Иранское Студенческое Новостное Агентство сообщило, что по неуказанным причинам Голамреза Агазаде ушёл в отставку.